# Pepin (village du Wisconsin)
Pour les articles homonymes, voir Pépin.

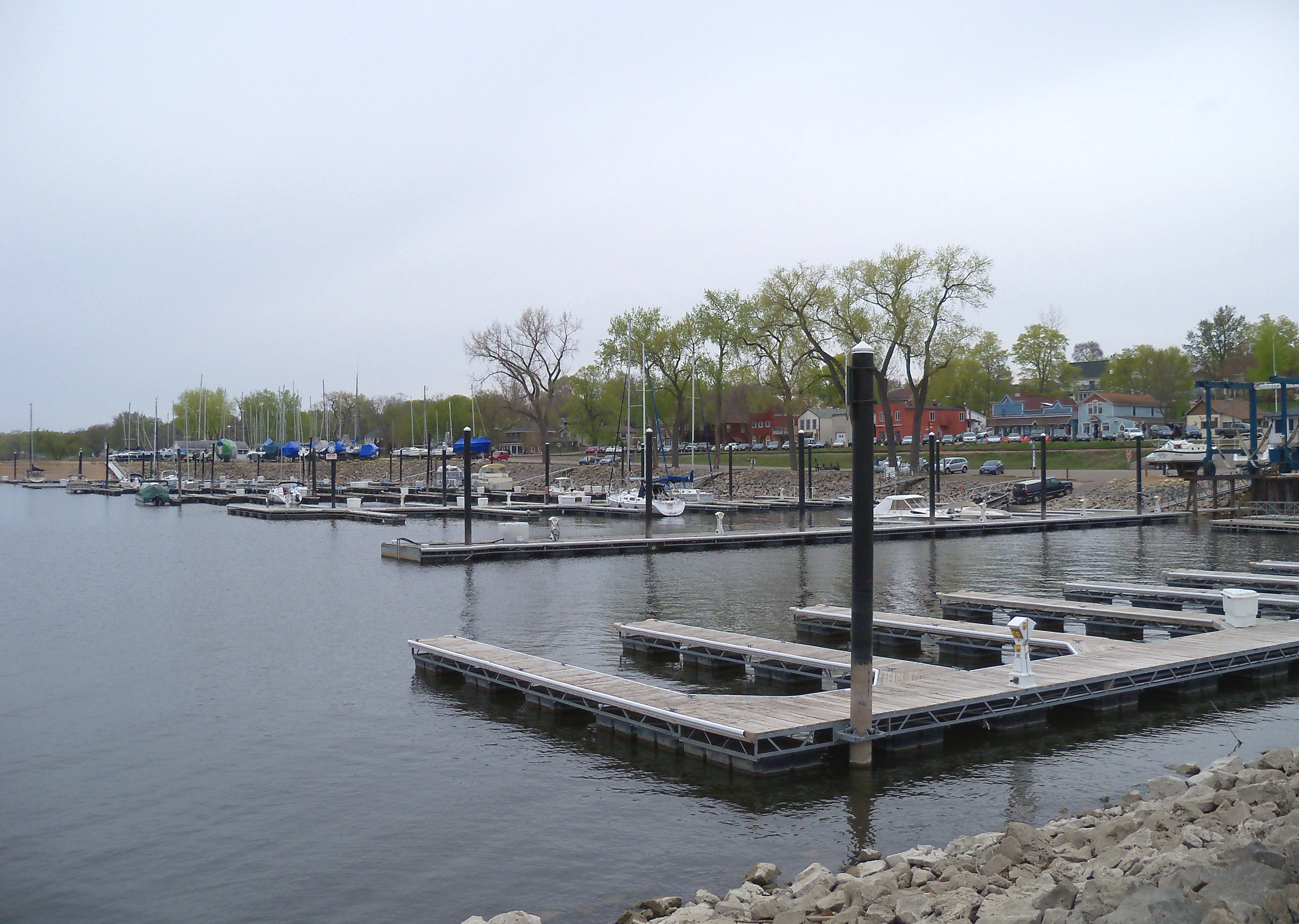
Marina sur le lac Pepin au village Pepin.

Pepin est un village du comté de Pepin, situé dans l'État du Wisconsin, aux États-Unis.

## Historique
Le village de Pepin a été fondé par les trappeurs, coureurs des bois et colons français et canadiens-français au milieu du XVIIe siècle quand les troupes royales qui explorèrent la région des Grands Lacs. Le roi Louis XIII de France aurait accordé une grande parcelle de terre dans la vallée du fleuve Mississippi à deux frères, Étienne Pepin de la Fond et Guillaume Pepin de la Fond dit Tranchemontagne. Les fils de Guillaume, Pierre Pepin et Jean Pepin, explorèrent à leur tour la région de la Haute-Louisiane et du Pays des Illinois et leur patronyme resta attaché au village, à la commune, au comté et au lac voisin.

## Géographie
Le village de pepin fait partie intégrante de la commune de Pepin. Le village comptait 837 habitants lors du recensement de la population en 2010. Le village couvre une superficie de 1,81 km2. Son altitude s'élève à 220 mètres.
Le village borde le lac Pepin qui forme un élargissement du lit du fleuve Mississippi juste en amont de la confluence du fleuve avec la rivière Chippewa. Sur l'autre rive du fleuve s'étend le Parc d'État de Frontenac situé sur l'État du Minnesota.

## Personnalité liée à la commune
L'écrivaine Laura Ingalls Wilder, auteure du roman La Petite Maison dans la prairie est née à Pepin le 7 février 1867. 